# Golfvereniging Het Rijk van Margraten
Golfclub Het Rijk van Margraten is een Nederlandse golfclub in Cadier en Keer in Zuid-Limburg. Een klein deel van de gelijknamige golfbaan bevindt zich op het grondgebied van de gemeente Maastricht.
Golfbaan Het Rijk van Margraten, voorheen Golfbaan Backerbosch genoemd, bevindt zich deels op de helling van de Keerderberg, deels op de rand van het Plateau van Margraten. De golfbaan is typisch Limburgs doordat zij in het heuvellandschap ligt tussen het dal van de Maas en het heuvelachtige Mergelland. Vanaf de golfbaan heeft de speler uitzicht op Maastricht en het Maasdal. De baan oogt volwassen met haar oude bomen. Op sommige holes staan oude hoogstam-fruitbomen.
De baan is aangelegd op initiatief van voormalig eigenaar Henri H.J. van Muyden en werd geopend in november 2004. Hieraan vooraf ging een archeologisch onderzoek door RAAP Archeologisch Adviesbureau, in verband met de aanwezigheid in de ondergrond van de restanten van de Romeinse villa Backerbosch.
In september 2005 werd de baan - met "qualifying condities" - verkocht aan Het Rijk Golfbanen, een bedrijf dat al Het Rijk van Nijmegen, 't Sybrook en De Verwaeyde Sandbergen in haar portefeuille had.
In juni 2006 legde burgemeester Harrie van Beers samen met initiatiefnemer Van Muyden de eerste steen voor een nieuw clubhuis, dat in oktober 2006 geopend werd door Léon Frissen, commissaris van de Koningin in Limburg. Het Rijk van Margraten kreeg op dat moment ook de club A-status van de Nederlandse Golf Federatie.
Van de faciliteiten wordt tevens gebruik gemaakt door de in 2006 opgerichte Studenten Golf Vereniging Maastricht.